# حسین‌آباد (داورزن)
حسین‌آباد، روستایی است از توابع بخش باشتین و در شهرستان داورزن استان خراسان رضوی ایران.

## جمعیت
این روستا در دهستان مهر قرار داشته و بر اساس سرشماری سال ۱۳۸۵ جمعیت آن ۷۳۴ نفر (۱۹۸ خانوار)
بوده است.